# Beyond the Lights
Beyond the Lights (bra: Nos Bastidores da Fama) é um filme musical estadunidense de romance e drama realizado e escrito por Gina Prince Bythewood. O filme estrelou Gugu Mbatha-Raw Minnie Driver,Nate Park',Danny Glover e o rapper Machine Gun Kelly (também conhecido como Colson Baker). O filme estreou no Festival Internacional de Cinema de Toronto em 7 de setembro de 2014 e nos cinemas dos Estados Unidos em 14 de novembro de 2014. No Brasil o filme foi lançado diretamente em vídeo pela distribuidora Imagem Filmes em 26 de maio de 2015.
Em 2015, a canção "Grateful", escrita por Diane Warren para o filme, foi indicada ao Óscar de melhor canção original.

## Enredo
Noni Jean é uma artista revelação que venceu o Billboard Music Awards sem ter lançado um álbum e está preparada para o super estrelato, mas as pressões do sucesso, obrigam ela a quase acabar com sua vida. Ela é salva pelo oficial de polícia, Kaz Nicol, que têm ambições políticas. Atraídos um pelo outro, Noni e Kaz rapidamente se apaixonam, no entanto algumas pessoas tentam atrapalhar este romance, para que eles se foquem em suas carreiras. Mas é no ultimo instante que o amor de Kaz dá a Noni a coragem de encontrar sua própria voz e se libertar, para ela se tornar a artista que estava destinada a ser.

## Elenco
- Gugu Mbatha-Raw como Noni Jean[6]
- Minnie Driver como Macy Jean[7]
- Nate Parker como Kaz Nicol[6]
- Danny Glover como o Capitão David Nicol[6]
- Machine Gun Kelly as Kid Culprit[7]
- Jordan Belfi como Steve Sams
- Hayley Marie Norman como Shai
- Tom Wright como o Reverendo Brown
- Jesse Woodrow como Carl

## Produção
Em 15 de agosto de 2013, a Relativity Media comprou os direitos mundiais do filme, onde financiou e distribuiu o filme. Ryan Kavanaugh produziu o filme, juntamente com Stephanie Allain. Em 6 de dezembro de 2013, Relativity definiu a data de estreia do filme para 14 de novembro de 2014

### Seleção de elenco
Em 15 de agosto, Gugu Mbatha-Raw, Nate Parker e Danny Glover foram escolhidos para o elenco, Raw atuou como Noni Jean, a cantora revelação. Parker atuou como Kaz Nicol e Glover atuou como Capitão David Nicol. Em 25 de setembro 2013, Minnie Driver e Machine Gun Kelly foram integrados ao elenco do filme, Driver atuou como a Mãe de Noni, Macy Jean, enquanto Machine Gun Kelly atuou como Kid Culprit, o rapper.

### Filmagem
As filmagens iniciaram-se em 2013, em Los Angeles.

## Banda sonora
A Relativity Music Group lançou o álbum de trilha sonora do filme em 10 de novembro de 2014, que apresenta a canção original "Grateful", escrita por Diane Warren e performada por Rita Ora. As três canções tocadas no filme que não apareceram na trilha sonora foram; "Drunk in Love" de Beyoncé, "I Am Light" de India.Arie e "Don't Let Me Down" de Amel Larrieux, pois já haviam sido apresentadas nos respectivos álbuns de cada artista.

## Recepção
O filme recebeu críticas positivas. Baseadas em 74 opiniões do site Rotten Tomatoes, o filme teve uma classificação "natural e certificada" de 81%, com uma classificação média de 6.8/10. O site também comentou: "Graças a realização inteligente, a potência e desempenho de Gugu Mbatha-Raw, Beyond the Lights transcende a fórmula do argumento para entregar completamente ao entretenimento, o drama." No site Metacritic, o filme teve uma pontuação de 73 de 100, baseada em 25 críticas, indicando "avaliações favoráveis" dos críticos.
O filme recebeu críticas positivas da revista The Hollywood Reporter que elogiou o desempenho de Gugu Mbatha-Raw como "incandescente" e disse que o guião de Gina Prince Bythewood foi uma "integridade surpreendente." O site HitFix utilizou o filme para argumentar que a guionista/realizadora "Gina Prince-Bythewood não havia trabalhado suficientemente neste filme," enquanto a revista Variety comentou que o filme foi "confuso, mas inegavelmente divertido."

## Prémios e indicações
| Ano  | Prêmio                                  | Categoria                           | Destinatários e nomeados | Resultado |
| ---- | --------------------------------------- | ----------------------------------- | ------------------------ | --------- |
| 2014 | Gotham Awards                           | Melhor Atriz                        | Gugu Mbatha-Raw          | Indicado  |
| 2014 | Capri, Hollywood                        | Estrela em Ascensão                 | Gugu Mbatha-Raw          | Venceu    |
| 2015 | NAACP Image Awards                      | Melhor Filme                        |                          | Indicado  |
| 2015 | NAACP Image Awards                      | Melhor Ator                         | Nate Parker              | Indicado  |
| 2015 | NAACP Image Awards                      | Melhor Ator Coadjuvante             | Danny Glover             | Indicado  |
| 2015 | NAACP Image Awards                      | Melhor Realizador                   | Gina Prince Bythewood    | Indicado  |
| 2015 | Black Reel Awards                       | Melhor Filme                        | Beyond the Lights        | Indicado  |
| 2015 | Black Reel Awards                       | Melhor Realizador                   | Gina Prince Bythewood    | Indicado  |
| 2015 | Black Reel Awards                       | Melhor Ator                         | Nate Parker              | Indicado  |
| 2015 | Black Reel Awards                       | Melhor Atriz                        | Gugu Mbatha-Raw          | Indicado  |
| 2015 | Black Reel Awards                       | Melhor Guião, Adaptado ou Original  | Gina Prince Bythewood    | Indicado  |
| 2015 | Black Reel Awards                       | Melhor Canção, Adaptada ou Original | Diane Warren "Grateful"  | Indicado  |
| 2015 | Black Reel Awards                       | Melhor Canção Original              | Mark Isham               | Indicado  |
| 2015 | International Online Film Critics' Poll | Melhor Atriz                        | Gugu Mbatha-Raw          | Indicado  |
| 2015 | International Online Film Critics' Poll | Melhor Canção Original              | The Dream "Masterpiece"  | Indicado  |
| 2015 | Oscar                                   | Melhor Canção Original              | Diane Warren "Grateful"  | Indicado  |